# Fussball Club Erzgebirge Aue 2007-2008
Questa voce raccoglie le informazioni riguardanti il Fussball Club Erzgebirge Aue nelle competizioni ufficiali della stagione 2007-2008.

## Stagione
Nella stagione 2007-2008 l'Erzgebirge Aue, allenato da Heiko Weber, concluse il campionato di 2. Bundesliga al 16º posto e retrocesse in 3. Liga. In Coppa di Germania l'Erzgebirge Aue fu eliminato al primo turno dal Wuppertal.

## Rosa
| N. |                      | Ruolo | Calciatore        |
| -- | -------------------- | ----- | ----------------- |
| 25 | Polonia (bandiera)   | P     | Tomasz Bobel      |
| 26 | Germania (bandiera)  | P     | Stephan Flauder   |
| 21 | Germania (bandiera)  | P     | Axel Keller       |
| 12 | Germania (bandiera)  | P     | Steffen Süßner    |
| 19 | Germania (bandiera)  | D     | Nicolas Feldhahn  |
| 3  | Polonia (bandiera)   | D     | Tomasz Kos        |
| 5  | Germania (bandiera)  | D     | Norman Loose      |
| 4  | Germania (bandiera)  | D     | Thomas Paulus     |
| 31 | Rep. Ceca (bandiera) | D     | Adam Petrouš      |
| 23 | Germania (bandiera)  | D     | René Trehkopf     |
| 24 | Germania (bandiera)  | D     | Tim Zwingenberger |
| 14 | Albania (bandiera)   | C     | Skerdilaid Curri  |
| 6  | Germania (bandiera)  | C     | Jörg Emmerich     |
| 22 | Germania (bandiera)  | C     | Tom Geißler       |
| 30 | Argentina (bandiera) | C     | Leandro Grech     |

| N. |                       | Ruolo | Calciatore       |
| -- | --------------------- | ----- | ---------------- |
| 10 | Germania (bandiera)   | C     | Kevin Hansen     |
| 11 | Germania (bandiera)   | C     | Florian Heller   |
| 7  | Germania (bandiera)   | C     | Marco Kurth      |
| 17 | Germania (bandiera)   | C     | Hendrik Liebers  |
| 20 | Germania (bandiera)   | C     | Fabian Müller    |
| 33 | Svizzera (bandiera)   | C     | Dusan Pavlovic   |
| 27 | Germania (bandiera)   | C     | Daniel Rupf      |
| 8  | Germania (bandiera)   | C     | Carsten Sträßer  |
| 15 | Rep. Ceca (bandiera)  | A     | Jiří Kaufman     |
| 34 | Germania (bandiera)   | A     | Markus Müller    |
| 29 | Slovacchia (bandiera) | A     | Adam Nemec       |
| 39 | Montenegro (bandiera) | A     | Sanibal Orahovac |
| 18 | Slovenia (bandiera)   | A     | Ljubisa Strbac   |
| 16 | Germania (bandiera)   | A     | Fiete Sykora     |

## Organigramma societario
Area tecnica
- Allenatore: Heiko Weber
- Allenatore in seconda: Marco Kämpfe, Rico Schmitt
- Preparatore dei portieri: Jörg Weißflog
- Preparatori atletici:

## Risultati

### 2. Bundesliga

#### Girone di andata
| Arbitro: | Kempter |

|              |           |               |
| Feldhahn 78’ | Marcatori | 54’ Achenbach |

| Arbitro: | Stark |

|                                |           |                              |
| Toppmöller 10’, 33’ Türker 70’ | Marcatori | 16’ Strbac 83’ (rig.) Heller |

| Arbitro: | Henschel |

|                              |           |  |
| Kaufman 81’, 83’ Geißler 86’ | Marcatori |  |

| Arbitro: | Lupp |

|  |           |             |
|  | Marcatori | 68’ Geißler |

| Arbitro: | Kircher |

|                         |           |                                    |
| Kaufman 47’ Geißler 58’ | Marcatori | 10’ Rösler 39’ Friend 64’ Brouwers |

| Arbitro: | Hartmann |

|                                |           |           |
| Heidrich 31’ Reichenberger 67’ | Marcatori | 81’ Nemec |

| Arbitro: | Aytekin |

|                      |           |                       |
| Nemec 12’ Heller 76’ | Marcatori | 8’ Obasi 90’ Ibišević |

| Arbitro: | Anklam |

|                      |           |  |
| Mesic 66’ Benčík 90’ | Marcatori |  |

| Arbitro: | Seemann |

|                                    |           |            |
| Borja 58’, 65’ Amri 60’ Gunkel 84’ | Marcatori | 23’ Heller |

| Arbitro: | Kempter |

|                             |           |  |
| Curri 59’ Kos 65’ Nemec 82’ | Marcatori |  |

| Arbitro: | Fleischer |

|                           |           |  |
| Bernier 22’ Jendrišek 36’ | Marcatori |  |

| Arbitro: | Schalk |

|                             |           |            |
| Heller 10’ (rig.) Loose 82’ | Marcatori | 39’ Ebbers |

| Arbitro: | Welz |

|                              |           |                      |
| Helmes 1’ Novakovič 10’, 65’ | Marcatori | 13’ Klinka 45’ Nemec |

| Aue 25 novembre 2007, ore 14:00 CET 14ª giornata | Erzgebirge Aue | 0 – 0 referto | St. Pauli | Erzgebirgsstadion (12 500 spett.)\| Arbitro: \| Schriever \| |
| Arbitro:                                         | Schriever      |               |           |                                                              |

| Arbitro: | Gagelmann |

|                               |           |                    |
| Petersen 74’ Šimák 89’ (rig.) | Marcatori | 8’ (rig.) Emmerich |

| Aue 7 dicembre 2007, ore 18:00 CET 16ª giornata | Erzgebirge Aue | 0 – 0 referto | Coblenza | Erzgebirgsstadion (7 500 spett.)\| Arbitro: \| Fischer \| |
| Arbitro:                                        | Fischer        |               |          |                                                           |

| Arbitro: | Dingert |

|                                                                  |           |  |
| Bierofka 13’, 71’ Berhalter 42’ (rig.) Holebas 63’ Kučuković 64’ | Marcatori |  |

#### Girone di ritorno
| Arbitro: | Christ |

|                              |           |  |
| Reisinger 14’ Kos 30’ (aut.) | Marcatori |  |

| Arbitro: | Grudzinski |

|                                     |           |            |
| Petrouš 23’ Kaufman 42’, 78’ (rig.) | Marcatori | 81’ Türker |

| Arbitro: | Walz |

|                                          |           |  |
| Siegert 11’ Schwarz 38’ (rig.) König 54’ | Marcatori |  |

| Arbitro: | Schmidt |

|                                                             |           |  |
| Nemec 13’ Orahovac 42’, 73’ Curri 45’ Grech 52’ Petrouš 63’ | Marcatori |  |

| Arbitro: | Dingert |

|                         |           |  |
| Neuville 33’ Friend 58’ | Marcatori |  |

| Arbitro: | Welz |

|  |           |            |
|  | Marcatori | 55’ Thomik |

| Arbitro: | Fischer |

|              |           |  |
| Ibišević 46’ | Marcatori |  |

| Arbitro: | Zwayer |

|                        |           |               |
| Orahovac 21’ Nemec 61’ | Marcatori | 55’, 87’ Aogo |

| Arbitro: | Stachowiak |

|                                |           |                                  |
| Paulus 9’ Nemec 17’ Müller 69’ | Marcatori | 5’ Gunkel 52’ (rig.), 75’ Karhan |

| Arbitro: | Drees |

|           |           |              |
| Thurk 57’ | Marcatori | 35’ Orahovac |

| Aue 11 aprile 2008, ore 18:00 CEST 28ª giornata | Erzgebirge Aue | 0 – 0 referto | Kaiserslautern | Erzgebirgsstadion (12 700 spett.)\| Arbitro: \| Rafati \| |
| Arbitro:                                        | Rafati         |               |                |                                                           |

| Arbitro: | Meyer |

|                 |           |  |
| Plaßhenrich 88’ | Marcatori |  |

| Arbitro: | Brych |

|                          |           |                                   |
| Nemec 1’, 45’ Sykora 90’ | Marcatori | 29’ Helmes 38’ Scherz 78’ Pezzoni |

| Arbitro: | Kinhöfer |

|                                                     |           |                       |
| Schultz 13’ Takyi 45’ Schnitzler 55’ Rothenbach 72’ | Marcatori | 9’ Orahovac 35’ Curri |

| Arbitro: | Stark |

|                                                    |           |  |
| Sykora 21’ Geißler 37’ Heller 66’ Kaufman 68’, 88’ | Marcatori |  |

| Arbitro: | Schmidt |

|                       |           |                 |
| Daham 78’ Pektürk 87’ | Marcatori | 58’, 75’ Sykora |

| Arbitro: | Willenborg |

|           |           |             |
| Nemec 71’ | Marcatori | 90’ Johnson |

### Coppa di Germania
| Arbitro: | Aytekin |

|                                                          |                      |                                                      |
| Sağlık 61’                                               | Marcatori            | 24’ Sykora                                           |
| Lintjens Lejan Rietpietsch Voigt Sağlık Oppermann Malura | Tiri di rigore 4 – 3 | Kurth Emmerich Heller Liebers Sykora Geißler Kaufman |

## Statistiche

### Statistiche di squadra
| Competizione      | Punti | In casa | In casa | In casa | In casa | In casa | In casa | In trasferta | In trasferta | In trasferta | In trasferta | In trasferta | In trasferta | Totale | Totale | Totale | Totale | Totale | Totale | DR |
| Competizione      | Punti | G       | V       | N       | P       | Gf      | Gs      | G            | V            | N            | P            | Gf           | Gs           | G      | V      | N      | P      | Gf     | Gs     | DR |
| ----------------- | ----- | ------- | ------- | ------- | ------- | ------- | ------- | ------------ | ------------ | ------------ | ------------ | ------------ | ------------ | ------ | ------ | ------ | ------ | ------ | ------ | -- |
| 2. Bundesliga     | 32    | 17      | 6       | 9       | 2       | 36      | 18      | 17           | 1            | 2            | 14           | 13           | 39           | 34     | 7      | 11     | 16     | 49     | 57     | -8 |
| Coppa di Germania | -     | 0       | 0       | 0       | 0       | 0       | 0       | 1            | 0            | 1            | 0            | 1            | 1            | 1      | 0      | 1      | 0      | 1      | 1      | 0  |
| Totale            | -     | 17      | 6       | 9       | 2       | 36      | 18      | 18           | 1            | 3            | 14           | 14           | 40           | 35     | 7      | 12     | 16     | 50     | 58     | -8 |

### Andamento in campionato
| Giornata  | 1 | 2  | 3 | 4 | 5  | 6  | 7  | 8  | 9  | 10 | 11 | 12 | 13 | 14 | 15 | 16 | 17 | 18 | 19 | 20 | 21 | 22 | 23 | 24 | 25 | 26 | 27 | 28 | 29 | 30 | 31 | 32 | 33 | 34 |
| --------- | - | -- | - | - | -- | -- | -- | -- | -- | -- | -- | -- | -- | -- | -- | -- | -- | -- | -- | -- | -- | -- | -- | -- | -- | -- | -- | -- | -- | -- | -- | -- | -- | -- |
| Luogo     | C | T  | C | T | C  | T  | C  | T  | T  | C  | T  | C  | T  | C  | T  | C  | T  | T  | C  | T  | C  | T  | C  | T  | C  | C  | T  | C  | T  | C  | T  | C  | T  | C  |
| Risultato | N | P  | V | V | P  | P  | N  | P  | P  | V  | P  | V  | P  | N  | P  | N  | P  | P  | V  | P  | V  | P  | P  | P  | N  | N  | N  | N  | P  | N  | P  | V  | N  | N  |
| Posizione | 9 | 12 | 9 | 5 | 10 | 12 | 11 | 13 | 14 | 13 | 13 | 11 | 13 | 12 | 14 | 14 | 15 | 16 | 14 | 15 | 14 | 15 | 15 | 16 | 16 | 16 | 16 | 16 | 16 | 16 | 16 | 16 | 16 | 16 |

Legenda:

Luogo: C = Casa; T = Trasferta. Risultato: V = Vittoria; N = Pareggio; P = Sconfitta.

### Statistiche dei giocatori
| Giocatore        | 2. Bundesliga | 2. Bundesliga | 2. Bundesliga | 2. Bundesliga | Coppa di Germania | Coppa di Germania | Coppa di Germania | Coppa di Germania | Totale   | Totale | Totale      | Totale     |
| Giocatore        | Presenze      | Reti          | Ammonizioni   | Espulsioni    | Presenze          | Reti              | Ammonizioni       | Espulsioni        | Presenze | Reti   | Ammonizioni | Espulsioni |
| ---------------- | ------------- | ------------- | ------------- | ------------- | ----------------- | ----------------- | ----------------- | ----------------- | -------- | ------ | ----------- | ---------- |
| T. Bobel         | 17            | 0             | 1             | 0             | 1                 | 0                 | 0                 | 0                 | 18       | 0      | 1           | 0          |
| S. Flauder       | 1             | 0             | 0             | 0             | -                 | -                 | -                 | -                 | 1        | 0      | 0           | 0          |
| A. Keller        | 16            | 0             | 0             | 0             | -                 | -                 | -                 | -                 | 16       | 0      | 0           | 0          |
| S. Süßner        | -             | -             | -             | -             | -                 | -                 | -                 | -                 | -        | -      | -           | -          |
| N. Feldhahn      | 19            | 1             | 6             | 0             | 1                 | 0                 | 1                 | 0                 | 20       | 1      | 7           | 0          |
| T. Kos           | 30            | 1             | 7             | 0             | 1                 | 0                 | 0                 | 0                 | 31       | 1      | 7           | 0          |
| N. Loose         | 26            | 1             | 1             | 0             | -                 | -                 | -                 | -                 | 26       | 1      | 1           | 0          |
| T. Paulus        | 20            | 1             | 4             | 0             | 1                 | 0                 | 1                 | 0                 | 21       | 1      | 5           | 0          |
| A. Petrouš       | 10            | 2             | 3             | 0             | -                 | -                 | -                 | -                 | 10       | 2      | 3           | 0          |
| R. Trehkopf      | 19            | 0             | 5             | 1             | 1                 | 0                 | 0                 | 0                 | 20       | 0      | 5           | 1          |
| T. Zwingenberger | -             | -             | -             | -             | -                 | -                 | -                 | -                 | -        | -      | -           | -          |
| S. Curri         | 30            | 3             | 1             | 0             | -                 | -                 | -                 | -                 | 30       | 3      | 1           | 0          |
| J. Emmerich      | 26            | 1             | 4             | 0             | 1                 | 0                 | 0                 | 0                 | 27       | 1      | 4           | 0          |
| T. Geißler       | 24            | 4             | 4             | 0             | 1                 | 0                 | 1                 | 0                 | 25       | 4      | 5           | 0          |
| L. Grech         | 10            | 1             | 1             | 0             | -                 | -                 | -                 | -                 | 10       | 1      | 1           | 0          |
| K. Hansen        | -             | -             | -             | -             | -                 | -                 | -                 | -                 | -        | -      | -           | -          |
| F. Heller        | 26            | 5             | 4             | 0             | 1                 | 0                 | 0                 | 0                 | 27       | 5      | 4           | 0          |
| M. Kurth         | 22            | 0             | 6             | 0             | 1                 | 0                 | 0                 | 0                 | 23       | 0      | 6           | 0          |
| H. Liebers       | 14            | 0             | 1             | 1             | 1                 | 0                 | 1                 | 0                 | 15       | 0      | 2           | 1          |
| F. Müller        | 24            | 1             | 1             | 0             | -                 | -                 | -                 | -                 | 24       | 1      | 1           | 0          |
| D. Pavlovic      | 7             | 0             | 1             | 0             | -                 | -                 | -                 | -                 | 7        | 0      | 1           | 0          |
| D. Rupf          | 1             | 0             | 0             | 0             | -                 | -                 | -                 | -                 | 1        | 0      | 0           | 0          |
| C. Sträßer       | 14            | 0             | 3             | 1             | 1                 | 0                 | 0                 | 0                 | 15       | 0      | 3           | 1          |
| J. Kaufman       | 21            | 7             | 2             | 0             | 1                 | 0                 | 0                 | 0                 | 22       | 7      | 2           | 0          |
| M. Müller        | 2             | 0             | 0             | 0             | -                 | -                 | -                 | -                 | 2        | 0      | 0           | 0          |
| A. Nemec         | 29            | 10            | 1             | 0             | -                 | -                 | -                 | -                 | 29       | 10     | 1           | 0          |
| S. Orahovac      | 15            | 5             | 3             | 0             | -                 | -                 | -                 | -                 | 15       | 5      | 3           | 0          |
| L. Strbac        | 6             | 1             | 0             | 0             | -                 | -                 | -                 | -                 | 6        | 1      | 0           | 0          |
| F. Sykora        | 18            | 4             | 2             | 0             | 1                 | 1                 | 0                 | 0                 | 19       | 5      | 2           | 0          |
| K. Hampf         | 4             | 0             | 0             | 0             | -                 | -                 | -                 | -                 | 4        | 0      | 0           | 0          |
| T. Klinka        | 17            | 1             | 1             | 0             | 1                 | 0                 | 0                 | 0                 | 18       | 1      | 1           | 0          |